# 顔 (2003年のテレビドラマ)
『顔』（かお）は、フジテレビ系の「フジテレビ火曜9時枠の連続ドラマ」枠で2003年4月15日 - 6月24日に放送された横山秀夫原作のテレビドラマ。初回は15分拡大。平均視聴率12.3%。最高視聴率15.6%。

## キャスト

### 主要人物
平野瑞穂
演 - 仲間由紀恵
正義感が強く前向きな警察官。似顔絵が非常にうまく、一度見た顔は本物そっくりに描くことができる。しかし、鑑識在籍時に間違った似顔絵を描き、捜査を攪乱させ上司が左遷されたことから広報課に異動になった。神奈川県警の独身寮・若草荘に住んでいる。
赤ちゃんの頃、青葉カトリック教会の前に捨てられており、教会の養護施設で育っている。
西島耕輔〈27〉
演 - オダギリジョー（少年期 - 八木俊彦）
警視庁から県警捜査一課に異動してきた刑事。いつもカウンセリングをすっぽかしている。
8歳の時に母親が殺害されるところを目撃しており、そのトラウマを抱えている。旧姓・トミタ。
神崎加奈子
演 - 京野ことみ
警務課所属。瑞穂と警察学校時代からの同期で仲が良い。射撃の腕が良く、県警の射撃大会で準優勝している。射撃の腕を買われ、捜査一課鶴田班に配属になる。（第6話）
内村秀夫
演 - 海東健
県警本部記者室詰めの東都日報記者。西島や瑞穂に情報が欲しいと接触してくる。逆に瑞穂らに情報を流すこともある。

### K県警察本部捜査一課
鶴田猛
演 - 益岡徹
鶴田班班長。西島の上司。
尾崎省吾
演 - 品川祐
鶴田班刑事。キャリア。不眠が続いており、自分には警察は向いていないのではないかと考えている。
亀田賢
演 - 矢島健一
亀田班班長。鶴田にライバル心を燃やしている。
本間英一
演 - 升毅
捜査一課長。
佐藤勇三
演 - 河原さぶ
鶴田班刑事。16年前の「マジック落書き殺人事件」を担当していたが、未解決。（第4話）
阿部
演 - 菅原大吉
鶴田班刑事。
井上
演 - 北山雅康
鶴田班刑事。
木崎
演 - 御子柴哲郎
鶴田班刑事。

### K県警察本部広報課
今村真一
演 - 近藤芳正
室長。瑞穂が似顔絵を描くことを快く思っていない。
相田咲子
演 - 黒坂真美
職員。瑞穂のことをあまり良く思っていない。
小松浩二
演 - 田中哲司
職員。瑞穂のことをあまり良く思っていない。

### K県警察本部警務課
朝倉ちあき
演 - 立川絵理
瑞穂や加奈子と仲がいい。
七尾友子
演 - 田中律子
加奈子やちあきの上司。

### K県警カウンセリング室
樋口京子
演 - 余貴美子
カウンセラー。瑞穂の似顔絵の能力を高く評価している。

### その他
臼井久夫
演 - 渡辺憲吉
警察詰めの内村のライバル新聞の記者。

### ゲスト

#### 第1話
女性
演 - 青木和代
「関内周域連続放火事件」の現場付近の住人。西島らに不安だと語る。
中嶋しおり
演 - 水橋貴己
県警広報課に「放火事件の犯人を知っている」と電話してくる。15年前、叔父・健二の放火で両親を亡くしており、そのせいで健二が自分を殺そうとしている、と瑞穂に訴える。デザイナーを目指して勉強している。
中嶋健二
演 - 甲本雅裕
しおりの叔父。15年前、しおりの両親を放火して殺しているが、その後獄中で自殺している。結婚前からしおりの母と関係があった。
石田満男
演 - 大林丈史
15年前の中嶋家の放火事件の捜査主任官。瑞穂らにしおりの父が健二から遺産を騙し取ったり暴力をふるっていたこと、健二としおりの母が結婚前から関係があったことを話す。
根本肇〈31〉
演 - 出口正義
放火事件の現場付近を歩いていて、西島らに声をかけられ逃走する。実は消防署職員。

#### 第2話
遠藤
演 - 山岡祐子
防犯訓練が行われるかすみ銀行増淵支店窓口職員。支店長・アイザワと不倫関係にあり、過去に妊娠中絶している。
石井
演 - 左右田一平
かすみ銀行ますぶち支店の外から中を覗いていた老人。遠藤製作所を営んでいる。かすみ銀行で孫娘が働いている。
海老沢監察官
演 - 山崎一（第8話）
かすみ銀行の銀行強盗の防犯訓練情報を漏らした人物がいないか、警察官の聴取をする。
石橋
演 - 小林正史
かすみ銀行北山支店行員。強盗犯の身長は180cmぐらいだったと証言する。
木村
演 - 本郷弦
かすみ銀行北山支店行員。他の行員は皆、犯人の背の高さを180cmぐらいと証言しているのに、彼だけが170cmぐらいだったと証言する。
林純子
演 - 三木さつき
警備課職員の警部補。防犯訓練の日時を知っていたため、海老沢の聴取を受ける。
深井巡査
演 - 椎場辰朗
林と付き合っている交番勤務の警察官。

#### 第3話
砂田明
演 - 青木堅治
バンドマン。自転車を盗もうとしているところを男性に咎められ暴行される。直後にその男性を刺して逃げるところを通りがかった親子に目撃される。
クボヅカ ヤスオ〈32〉
闇金の取り立て屋。砂田に暴行し、逆に胸を刺されて死亡する。
目撃者
演 - 瑞白千恵
砂田が逃げていくところを娘と共に目撃する。
目撃者の娘
演 - 美山加恋
母親と一緒に犯行現場を目撃する。
三浦真奈美
演 - 佐藤仁美
鑑識課勤務。瑞穂が広報課へ異動になったあと、鑑識課に配属され似顔絵を描いている。瑞穂と同じ絵画教室に通っている。

#### 第4話
野上久美子
自宅で首を絞められて殺害される。以前あゆみと同じ美容院で働いていて、男性を巡ってあゆみと揉めており、一ヶ月前に彼女から暴行を受けていた。遺体には赤いマジックで「バケモノ」「性悪」などと書かれていた。
女子大生
犯人らしき人物を目撃している。ツンとした酸っぱい匂いがした、と証言する。
柳邦彦
演 - 六平直政
6年前の強盗殺人の死刑囚。殺人事件の犯人を知っていると言い、似顔絵の作成に協力する。
飯田あゆみ
演 - 赤坂七恵
美容師。久美子とは付き合っていた男性を巡ってもめていた。柳の証言を元に描いた似顔絵とそっくりの人物。左の目元に3歳の時についた傷跡がある。
隣人
演 - 谷津勲
あゆみの実家の隣人。あゆみの実の父親が柳であることを瑞穂らに語る。
被害者
久美子の次の被害者だが、一命をとりとめる。久美子と同じ「サブリナ通販」を利用していた。
山口明
演 - みのすけ
「サブリナ通販」の委託宅配業者。看護師の扮装をして2番目の被害者の病院に現れる。前科があり、柳と同じ拘置所にいた。

#### 第5話
梶間
演 - 石橋蓮司
南横浜署刑事。県内ナンバーワンの検挙率を誇るが、所轄から異動しない変わり者の名物刑事。広報誌で特集されることになり、瑞穂に取材される。闇組織から裏金をせしめるなど、ダークな一面もある。瑞穂と連続強盗事件の容疑者を追っている時に何者かに刺される。刺した犯人に「青い鳥はお前の自己満足のためにあるんじゃない」と言われていた。
栗山信吾
演 - 持田篤
工場経営者。梶間が追っていた12年前の「三友（さんゆう）銀行員刺殺事件」の容疑者。三友銀行から貸し剥がしにあっていた。連日、事情聴取を受けていたが、逮捕前日に首を吊って自殺している。
河合代議士
演 - 森富士夫
栗山が事件当日のアリバイとして、景気がいい時に裏金として貸した金を回収しに河合の事務所に行っていた、と主張していた。しかし河合は否定している。暴力団「タツカワ組」との関係が噂されている。
竹村学園園長
演 - 田山涼成
信一が育った施設の園長。施設には子どもたちが親への手紙を入れる「青い鳥ポスト」が設置されている。瑞穂らに信一の当時の様子を語る。
栗山信一〈18〉
演 - 反田孝幸
信吾の息子。信吾の死後は施設に預けられている。父が生前、潔白を訴える文章をノートに書いていた、と証言するが、そのノートは見つかっていない。父の遺体の第一発見者。

#### 第6話
山根寛
演 - 平井賢治
暴力団・黒崎組幹部。奥江ダム建設に絡み、栄神建設と癒着して反対派に嫌がらせをしていた。何者かに刺殺される。
望月渉
演 - 宮本大誠
高校教師。奥江ダム建設反対運動の中心人物。山根らから嫌がらせを受け、妻が精神を病んで入院している。山根殺害容疑で逮捕される。当初は自供していたが、拘留期限最終日に突然否認する。
長谷川マキ
演 - 松本莉緒
港新聞記者。警察詰めになる。上昇志向が強く、大手新聞社に鞍替えしたいと考えている。新聞記者としては露出の高い服装をしており、特別に調合してもらった香水をつけている。
望月の息子
演 - 鈴木翔吾
たくさんのおもちゃを持っており、瑞穂に訊ねられ「お父さんじゃなくておじさんに買ってもらった」と答える。

#### 第7話・第8話
箕田修
演 - 佐野史郎
山下署の警部。加奈子が襲われ拳銃を奪われた事件で、応援に駆り出された瑞穂と組まされる。
リョウタ
演 - 山田健太郎（第7話）
犯人を見たと証言する少年。似顔絵作成に協力し、面通しもするが一向に犯人が見つからない。
山城
演 - 宇梶剛士
古美術店店主。瑞穂が通りすがりにショーウィンドウに飾られた絵を見て、作者を知りたいと店に入って来る。絵の作者は不明で売り物でもない、と答える。元警察官で、鑑識で似顔絵担当だった。
鈴木真寿美
演 - 石橋けい
加奈子を襲って拳銃を奪った犯人。加奈子の証言で瑞穂が似顔絵を作成し、正体が判明する。樋口によると、男性のように振る舞って生活している女性だと分析される。
篠原房子
演 - 大塚良重
瑞穂が気になっていた絵の買い手。絵の作者は去年病気で亡くなった兄の親友で、その人は23年前に交通事故で亡くなっている、と瑞穂に教える。また絵と一緒に茜が写っている写真を見せる。彼女の話により、絵の作者は瑞穂の父親で、茜は母親ではないかと思われる。そのことにより、当初は絵を購入する予定だったが、瑞穂に譲ることにする。
三浦茜
演 - 木村多江
絵の作者の同棲相手。絵が完成した当時、妊娠していた。瑞穂の母親ではないかと思われる。
芥川智行
演 - 内浦純一
警察グッズショップの店員。拳銃強奪犯の似顔絵を見て、その人物は一度店に来たことがある、と証言する。瑞穂らに後をつけられ、西島に改造銃を発砲し逃走する。内村の情報で、実は何でも手に入れる警察マニアの間で有名な売人だとわかる。
シスター
演 - 銀粉蝶（第8話）
瑞穂が育った青葉カトリック教会のシスター。茜は昔教会に通っていた信者で生まれつき心臓が悪かった、瑞穂の母で、瑞穂を教会に預けたあと心臓発作で亡くなった、と瑞穂に告げる。

#### 第9話
園田順治〈35〉
演 - 浜田道彦
豊浦埠頭の荷役係。横浜市連続通り魔事件の目撃情報で一般市民からの通報があり、西島が話を聞きに行くが、逃げようとして西島に暴行される。8件の通り魔事件は認めるが、恵津子の件のみ容疑を否認している。
白川恵津子〈58〉
演 - 長内美那子
ピアニストで音大講師。とても裕福な家で息子と二人暮らし。連続通り魔事件の被害者。事件の怪我がもとで外傷性健忘症になっている。
及川道子
演 - 松永麻里
東都新聞本社勤務でくも膜下出血で亡くなった及川圭太記者の妻。内村に生前の夫の原稿を渡す。
竹内さえ
演 - 真木よう子
弦の彼女。弦が使っていたレコーディングスタジオ近くの喫茶店で働いていて弦と知り合い、付き合うようになる。過去に何度か補導歴があり、恵津子からは交際を反対されていた。
白川弦
演 - 鳥羽潤
恵津子と同居している息子。事件後は母の介護のためアレンジャーの仕事を辞めており、献身的に母の介護をしている。10歳の時に全日本ピアノコンクールで優勝している。
楽器店店主
演 - 横山あきお
恵津子とは40年以上の付き合い。事件後、恵津子のピアノを引き取っている。かつて恵津子が弦を一流のピアニストに育てようとしていたことなどを瑞穂に語る。

#### 第10話
中村雅子
演 - 菅原あき
宝石商で豪邸に娘と二人暮らし。帰宅したところを強盗と鉢合わせ、首を絞められ殺される。
中村アヤナ〈8〉
演 - 望月瑛蘭（最終話）
雅子の娘。母が強盗に殺されるところを目撃してしまい、ショックで声が出せなくなってしまう。
菅田ミカ
演 - 小橋めぐみ
瑞穂の施設にいた頃からの親友。瑞穂に結婚の報告にくる。母親の再婚相手が暴力をふるうようになって母親だけ逃げてしまい、今度はミカが暴力をふるわれるようになり施設に入った過去がある。
林直哉
演 - 横塚進之介
ミカの結婚相手。瑞穂からミカに暴力をふるっているのではないかと疑われる。
トミタ ヨウコ〈36〉
演 - 廣澤恵（最終話）
19年前の塾講師強盗殺人事件の被害者。自宅で首を絞められ殺されていた。首に残った跡から犯人は左手が義手だと思われ、中村家の強盗殺人事件と同一犯人と思われる。西島の母親。
片岡菊馬
演 - 梅垣義明（最終話）
町工場勤め。樋口の大学病院時代の患者。樋口の自宅の郵便受けに中村家から盗まれたエメラルドのネックレスを投函する。その後、突然樋口のマンションを訪ねてきて、19年前の事件の犯人は自分だと告白する。しかし今回の2件の強盗殺人事件は否認している。

#### 最終話
パチンコ店店員
演 - 飯田邦博
片岡の昔の仲間。片岡の昔の話を語る。
片岡の同僚
演 - 原田文明
加西という男が片岡を訪ねて来ていたと語る。
加西徹
演 - 松重豊
片岡の少年院時代からの仲間。19年前にフィリピンに渡り最近帰国した。悪仲間のリーダーだった。

## スタッフ
- 原作：横山秀夫
- 脚本：高橋留美、佐伯俊道、平見瞠
- 音楽：佐藤直紀
- 主題歌：Nao「君があなたが」（rhythm zone）（作詞：Ryoji 作曲：Ryoji / YANAGIMAN）
- イラスト：橋詰奈穂
- 企画：清水賢治
- プロデュース：高橋萬彦、後藤博幸
- 演出：土方政人、都築淳一、松田秀知
- 制作：フジテレビ、共同テレビ

## 放送日程
初回は15分拡大して22:09までの放送。
| 各話                                                       | 放送日  | サブタイトル                     | 監督     | 脚本            | 視聴率 |
| ---------------------------------------------------------- | ------- | -------------------------------- | -------- | --------------- | ------ |
| 第1話                                                      | 4月15日 | 似顔絵が暴く心の謎               | 土方政人 | 高橋留美        | 15.6%  |
| 第2話                                                      | 4月22日 | 目立ちたがる容疑者…              | 土方政人 | 高橋留美        | 11.9%  |
| 第3話                                                      | 4月29日 | 裏切られた愛を告発する似顔絵…    | 都築淳一 | 佐伯俊道        | 15.2%  |
| 第4話                                                      | 5月06日 | 死刑囚の証言                     | 土方政人 | 高橋留美        | 12.2%  |
| 第5話                                                      | 5月13日 | 封印したはずの昔の顔             | 松田秀知 | 佐伯俊道 平見瞠 | 12.4%  |
| 第6話                                                      | 5月20日 | 完全犯罪を狙う犯人の素直な自白…  | 都築淳一 | 高橋留美        | 10.6%  |
| 第7話                                                      | 5月27日 | 愛する者たちを引き裂く一発の銃弾 | 土方政人 | 高橋留美        | 11.7%  |
| 第8話                                                      | 6月03日 | 運命の再会                       | 松田秀知 | 高橋留美        | 11.7%  |
| 第9話                                                      | 6月10日 | 操られた記憶                     | 都築淳一 | 平見瞠          | 11.1%  |
| 第10話                                                     | 6月17日 | 19年前の真相を知る者             | 松田秀知 | 高橋留美        | 12.3%  |
| 最終話                                                     | 6月24日 | もう一つの顔に逢える             | 土方政人 | 高橋留美        | 10.9%  |
| 平均視聴率 12.3%（視聴率は関東地区・ビデオリサーチ社調べ） |         |                                  |          |                 |        |